# Фолль, Рейнхольд
Рейнхольд Фолль (нем. Reinhold Voll; 17 февраля 1909 года, Берлин — 12 февраля 1989 года, Плохинген) — немецкий врач, разработавший на основе китайской акупунктуры лженаучный диагностический метод электроакупунктуры, получивший название «Метод Фолля».

## Биография
Первоначально обучался на архитектурном отделении Штутгартской высшей технической школы, однако после смерти отца в 1930 году поступил на медицинский факультет Тюбингенского университета. После окончания его в 1935 году защищает докторскую диссертацию по проблемам тропической медицины в Институте тропической медицины имени Бернхарда Нохта (Германия). С 1935 по 1938 год работает ординатором Института спортивной медицины при Гамбургском университете. С 1938 года занимается вопросами профилактики заболеваний в педиатрии и стоматологии, изучает восточную медицину.
С 1953 года разрабатывает методы диагностики, основанные на использовании электрического воздействия на традиционные точки китайской акупунктуры. Совместно с инженером Фрицем Вернером создаёт первое серийное устройство для подобных исследований — «Diatherapuncteur».
В 1956 году Фолль вместе со своими единомышленниками создаёт «Общество электроакупунктуры», которое через 5 лет реорганизуется преобразуется в «Интернациональное общество электроакупунктуры имени Фолля». С 1972 года является почётным президентом этого общества, активно пропагандирует созданный им метод диагностики.
В медицинских кругах отношение к методу Фолля негативное; с точки зрения доказательной медицины он не имеет диагностических возможностей и не дает устойчивых результатов в клинических исследованиях. В США импорт устройств электроакупунктуры запрещён FDA. Множество судебных дел были проиграны как докторами, так и лекарями, не имеющими медицинских лицензий, которые вводили в заблуждение пациентов, завышая диагностические возможности метода.

## Награды
Рейнхольд Фолль был награждён следующими наградами:
- Медаль Гуфеланда (1974)
- Кавалер с лентой ордена «За заслуги перед Федеративной Республикой Германия» (1979)